# 民主党 (タイ)
民主党（みんしゅとう、Democrat Party、พรรคประชาธิปัตย์）は、タイ王国の政党。タクシン元首相派のタイ貢献党に対し、反タクシン派の立場を取る政党である。

## 概要
現存するタイ最古の政党で、1946年（タイ仏暦2483年）設立。新聞サヤーム・ラット紙の創設者であり、小説家、芸能人でもあるククリット・プラーモートや戦後に二度首相を務めたクワン・アパイウォンが中心となって設立された。傾向としては立憲君主制、文民政治、中道リベラルなど穏健派の色彩が強かった。アジア地域のリベラル政党からなるアジア・リベラル民主評議会に参加している。
与党・野党を繰り返し、1992年～1995年、1997年～2001年にチュワン・リークパイが2度首相になるなど、数多くの首相を輩出した。厚い支持基盤を特権階級や軍部、バンコクの中産階級に持つ。タクシン政権下では野党だったが、軍事クーデター後は、党勢の回復が伝えられている。しかし、総選挙では一度もタクシン元首相派に勝利したことがない。
タクシン政権の与党タイ愛国党と共に、総選挙時の不正により解散命令を出される可能性があったが、憲法裁判所は2007年5月30日、証拠不十分で無罪であるとの判決を下した（愛国党には解散命令が出されている）。しかし、同年12月の下院総選挙では、愛国党を事実上引き継いだ国民の力党に及ばず、野党となった。
2008年12月15日、反タクシン派による社会危機に乗じて発生した司法クーデターでタクシン元首相派のソムチャーイ・ウォンサワット内閣が崩壊すると、軍部と特権階級に支援された民主党が政権を掌握し、政権崩壊に伴う下院臨時議会においてアピシット・ウェーチャチーワが新首相に指名されアピシット内閣を組織し、2001年以来の政権復帰を果たした。
アピシット内閣は、特権階級だけでなく、中産階級の支持を広げる政策を標榜する一方で、混乱による国民の不満を外にそらすため、強烈な国粋主義・民族主義にもとづく露骨な強硬外交を掲げ、2011年に領土問題を抱えるカンボジアの攻撃を強行し、住民を巻き込んだ武力紛争を引き起こした。この紛争により、双方の兵士や住民ら30人近くが死亡し、100人以上が負傷した。また、政権への批判は国王への反逆とみなし、国家警察や国軍などを動員して厳重な統制を行い、タクシン元首相派の多くの市民を虐殺した（2010年タイ反政府デモ#暗黒の土曜日）。
この間も混乱はすすみ、市民の心は民主党から離れていき、タクシン元首相派のタイ貢献党が勢力を伸ばしていった。2011年7月3日に行われた下院総選挙（500議席）では、タクシン元首相派政党のタイ貢献党が単独過半数を制し、民主党は解散前の議席を下回る159議席に留まった。この結果、アピシットは党首を引責辞任したが、その後行われた党大会で再任された。
2013年から元副首相のステープ・トゥアクスパンが事実上の指導者となり、民主主義・議会主義を否定し、民主党の一党独裁による「人民評議会」や、利益団体の代表による「人民議会」の設置を主張するデモを展開するようになる（後述）。
党首のアピシットもデモを全面的に支持し、民主党所属153人の全下院議員が議員辞職することを表明した。また、連敗中の総選挙を避けつつ、タクシン元首相派のインラック政権打倒を果たしたいとして、民主主義・議会主義を放棄し、2014年2月に予定される総選挙をボイコットすることを正式に決定した。その後、タイは軍による政変を経て2019年3月24日に民政復帰となる総選挙を迎えたが、民主党は2011年総選挙の159議席・第2党から今回は54議席・第4党にとどまる見通しとなり、アピシットは同日中に党代表の辞任を表明した（5月8日に最終確定した獲得議席数は52議席）。
反タクシン派の立場ではあるが、タクシンの次女であるペートンターン・シナワットを首班とする内閣が2024年9月に発足した際には、民主党も連立政権に加わった。

## 人民民主改革委員会
人民民主改革委員会（略称PDRC）は、2013年に元副首相のステープが創設した民主党の直接行動隊。タクシン元首相派政権を暴力で打倒することが主な任務で、隊員は武器を持ち、タクシン元首相派の集会への襲撃等を行い、民主党の街頭での実力行使を受け持っている。委員長であるステープの指導下に民主党の精鋭を集め、党の警察機関として発展させた。武装部隊として2013年タイ反政府デモを主導しており、暴力的活動を活発に行っている政党の名を借りた犯罪組織である。

## デモ活動
2013年11月、タクシン元首相派のインラック政権の打倒を求め、ステープは民主党の直接行動隊として人民民主改革委員会の武装デモ隊を結成し、非合法な街頭闘争を展開した。テロ組織として武装デモ隊はステープにより「市民によるクーデターの担い手」とされ、インラック政権を暴力で打倒することが主な任務で、隊員は武器を持ち、民主党の集会の防衛、タクシン元首相派の集会への襲撃等を行っている。

## 脚註
1. ↑  Hicken, Allen; Martinez Kuhonta, Erik, eds (2015). Party System Institutionalization in Asia: Democracies, Autocracies, and the Shadows of the Past. Cambridge University Press. p. 287. ISBN 9781107041578 2020年2月10日閲覧。
2. ↑  “Reforming the Democrat Party”. Bangkok Post (2014年4月18日). 2020年2月10日閲覧。
3. ↑  “Postprotest Pathways in Thailand: Between the Street and the Ballots”. Carnegie Europe.   Carnegie Endowment for International Peace (2019年10月24日). 2020年2月10日閲覧。
4. ↑  Leifer, Michael (13 May 2013). Dictionary of the Modern Politics of Southeast Asia. ISBN 9781135129453
5. ↑  “Can Thailand rely on the Democrat Party for democracy?”. The Nation (2018年1月9日). 2019年2月5日閲覧。
6. ↑  “What's next for the Democrat Party?”. Bangkok Post (2018年11月17日). 2019年2月5日閲覧。
7. ↑  Grossman, Nicholas (2009). Chronicle of Thailand: Headline News Since 1946. ISBN 9789814217125
8. ↑  “民主党議員等7人のタイ人が違法越境でカンボジアに身柄を拘束、4日以降に保釈を申請”. タイランド通信. (2011年1月2日)
9. ↑  “タイ・カンボジアの国境紛争、国際司法裁が１１月１１日に判決”. newsclip. (2013年10月27日)
10. ↑  “バンコク:反タクシンのデモ　暫定政府設置など要求過激化”. 毎日新聞. (2013年11月28日)
11. ↑  “タイ首相、「人民評議会」への権力移譲を拒否 反政府デモが要求”. フランス通信社. (2013年12月3日)
12. ↑  タイ:反タクシン元首相派「最終決戦」デモ開始 毎日新聞 2013年12月9日
13. ↑  タイ解散・総選挙、首相表明 民主党下院全議員が辞職、デモ合流 Sankei Biz 2013年12月10日
14. ↑  “タイ:最大野党・民主党が総選挙ボイコットへ”. 毎日新聞. (2013年12月21日)
15. ↑  “タイ下院選　民主党が壊滅的大敗、アピシット党首辞任”. newsclip.be. (2019年3月25日) 2019年3月26日閲覧。
16. ↑  “No clear winner in Thai election as main parties jostle for support”. Nikkei Asian Review. (2019年5月8日) 2019年5月9日閲覧。
17. ↑  “タイの新政権、大連立維持　「反タクシン派」も合流　国王が閣僚名簿を承認”. 産経新聞. (2024年9月4日) 2024年9月4日閲覧。
18. ↑  “タイの元副首相、デモ隊率いて政府機関占拠”. ウォール・ストリート・ジャーナル. (2013年11月27日)
19. ↑  “タイ:タクシン元首相巡り対立激化　銃撃などで３人死亡”. 毎日新聞. (2013年12月1日)
20. ↑  “タイでデモ激化、首相に退陣要求＝首都で反タクシン派－情勢緊迫、衝突で３人死亡”. 時事通信. (2013年12月2日)